# محاكاة أداء المباني

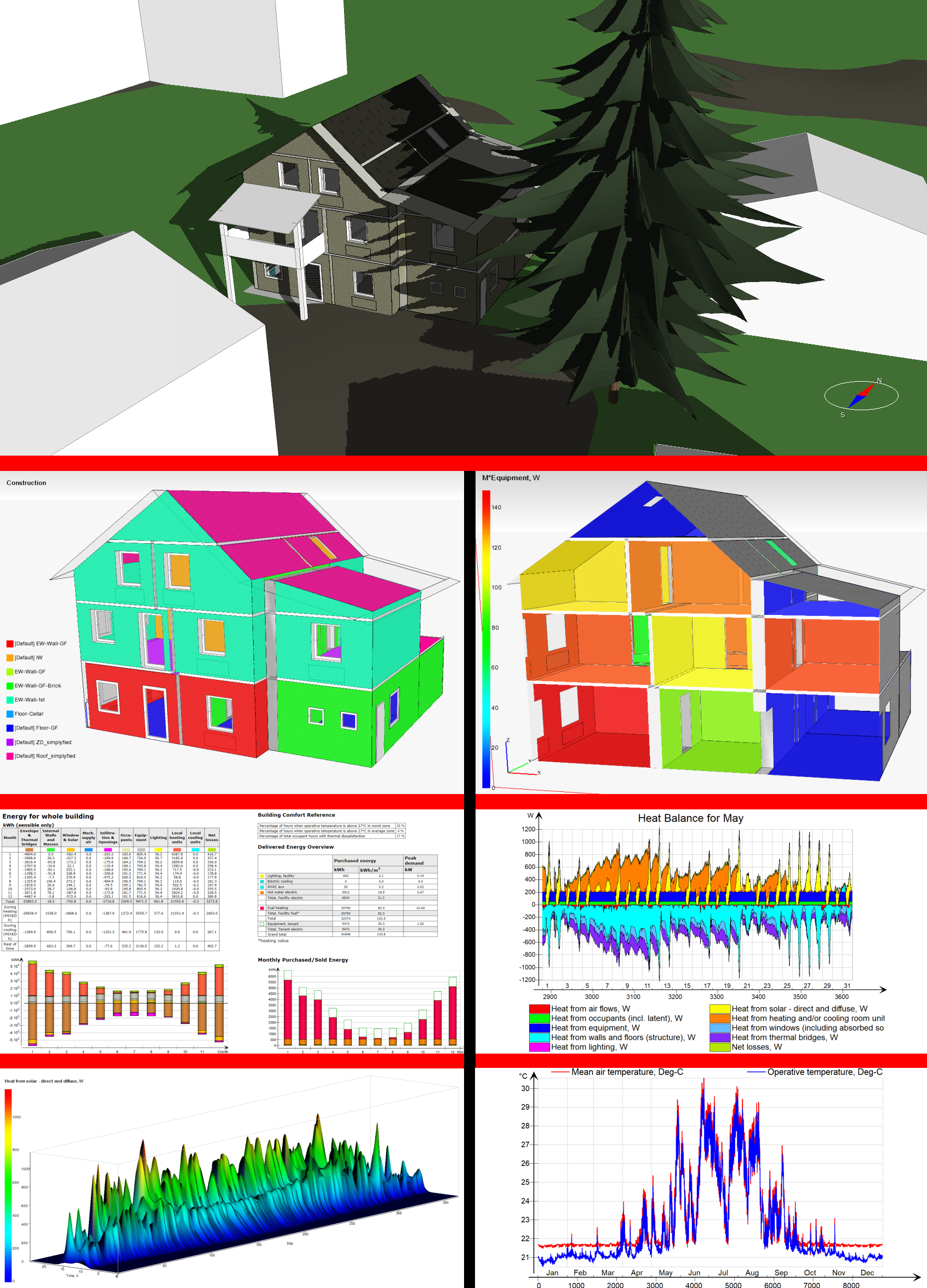

تُعرف محاكاة أداء المباني (بالإنجليزية: Building performance simulation)‏ بأنها عملية نسخ وتكرار لمظهر وجوانب المبنى التصميمية لدراسة وتحليل أداءه باستخدام الحاسوب، حيث يتم خلق مجسم برمجي اعتمادا على مبادئ فيزيائية ورياضية بالإضافة إلى المبادئ الهندسية ومبادئ أخرى لتحقق التصميم المطلوب وأيضا الأهداف الرئيسية في الجوانب الأساسية لاعتماده انشائيًا، معماريًا، بالإضافة إلى أداءه خلال التشغيل والتحكم في المبنى. محاكاة أداء المباني لديها مجالات متخصصة عديدة، أهمها المحاكاة الحرارية، الإنارية، الصوتية ومحاكاة تدفق الهواء داخل المبنى المستهدف. تعتمد محاكاة المباني بشكل أساسي على برامج مخصصة تم تصميمها وانتاجها للمحاكاة.
ومن الجدير معرفته أيضًا أن المحاكاة جمعت بين تقنيتين ومفهومين لتحقيق المحاكاة وهما نمذجة الطاقة (بالإنجليزية: Energy modeling) والتحليل الحاسوبي (بالإنجليزية: Computer simulation). حيث يعرف الأول بأنه عملية بناء برمجية لأنظمة الطاقة المختلفة من أجل تحليلها ودراستها والتحقق من كفاءتها وقدرتها على تحقيق الأهداف المقترحة. أما التحليل الحاسوبي (بالإنجليزية: Computer simulation)، فهو مجموعة من العمليات البرمجية تهدف لتحليل ودراسة ظاهرة أو تطبيق محدد من خلال إدخال معلومات وبيانات خاصة ومن ثم التنبؤ بأثار تلك المعلومات ومدى تأثيرها ضمن نهج ومبادئ محددة.
ففي عام 1963 تم تقديم أول طريقة للمحاكاة تعرف بي آر أي أس (بالإنجليزية: BRIS) من قبل المعهد الملكي لتكنولوجيا في ستوكهولم، ويعتبر تطور أنظمة ومبادئ المحاكاة مجهودًا مشتركًا بين الأوساط الأكاديمية والمؤسسات الحكومية والصناعية والمنظمات المهنية. وخلال العقود الماضية تم تطوير الأنظمة والمعايير والأدوات والطرق بشكل ملحوظ لجعلها أكثر دقة وواقعية.

## مقدمة
من الجانب الفيزيائي تعتبر المباني أنظمة معقدة جدًا، تتأثر بعدة عوامل بشكل متفاوت وبشكل ملحوظ. حيث أن نموذج المحاكاة هو عبارة عن تجريد وتفصيل للمبنى الحقيقي الذي سيتم بناءه أو تم بناءه، والذي يسمح بدراسة التأثيرات المحيطة بالمبنى الحقيقية والفرضية وتحليل نتائج أداء وتفاعل المبنى مع هذه التأثيرات دون الحاجة إلى القيام بعمليات قياس ذات تكلفة عالية. تعتبر محاكاة أداء المباني تقنية تكنولوجية ذات إمكانيات كبيرة توفر القدرة على تحديد وإيجاد التكلفة النسبية ومدى فعالية التصميم ومدى تأثره بالظروف المحيطة المختلفة بطريقة واقعية وبجهد وتكلفة منخفضين نسبيًا. ومن الجوانب المهمة في المحاكاة، مجال الطاقة المختلفة، وبما في ذلك الارتياح الحراري والبصري بالإضافة إلى جودة الهواء الداخلي ومستويات الرطوبة داخل المبنى. ومن جانب آخر أنظمة التدفئة والتكيف بما يعرف (بالإنجليزية: HVAC)، بالإضافة إلى أنظمة الطاقة المتجددة وغيرها من الجوانب.
ومن المدخلات المهمة التي يجب معرفتها لمحاكاة أفضل ذات نتائج واقعية، حالة الطقس المحلية، الطبيعة الجغرافية للمبنى وموقعه بالنسبة إلى الشمس بالإضافة إلى أي مؤثرات في محيط المبنى. ككمية الحرارة المكتسبة من أنظمة الإنارة، والآلات والأدوات المتوفر في المبنى وغيرها من مصادر الحرارة. بالإضافة إلى مواصفات التدفئة والتهوية وأنظمة التبريد والتكيف داخله أيضًا. بالإضافة إلى استراتيجيات التشغيل المتبعة في المبنى ليقوم بأفضل أداء له. ولكن تختلف سهولة إدخال هذه البيانات والمعلومات وإمكانية الوصول اليها باختلاف البرنامج المعتمد من برامج المحاكاة وتوفر الأدوات الكافية فيه وتطورها التي تحقق الأهداف.
إلا أن هناك احتمالية حدوث أخطاْ أو تفاوت بين نتائج التحليل الحاسوبي والتحليل الواقعي الفعلي عن طريق القياس الحقيقي، مما يتسبب في التشكيك وعدم دقة النتائج. وهذا ناتج عن عدم دقة المعلومات المدخلة وعدم دقة تقديرها. حيث أن هناك عدة عوامل تؤثر على دقة النتائج ومنها، جودة البيانات المدخلات، كفاءة مهندسي المحاكاة، وعلى الطرق المطبقة في المحاكاة.
ولهذا تم تصميم معايير وطرق يتم تطبيقها على برامج المحاكاة لتحقق من قدرتها على إعطاء نتائج دقيقة، ومن هذه المعايير معيار آشر2017-140 (بالإنجليزية: ASHRAE Standard 140-2017) حيث يتم تطبيقه على البرامج المعتمدة اعتماد آ أن أس أي (بالإنجليزية: ANSI)، وغيرها من المعايير.
ويتم رفع المباني القديمة والحديثة العصرية على برامج المحاكاة. ومن المجالات والتطبيقات التي يمكن تطبيقها على المبنى ودراسة أداءه واستجابته عليها، أولًا التصميم المعماري، حيث يتم من خلال المحاكاة الكشف عن التصميم المعماري الجيد الذي يحقق أهداف المبنى بالإضافة إلى تطوير المقترح المعماري ليكون أكثر كفاءة لاستخدام الطاقة البديلة. ثانيًا، أنظمة التدفئة والتكيف، حيث يتم تطبيق النظام المقترح ودراسة تأثيره على المبنى وتطويره ليلبي الاحتياج الحراري المناسب. ثالثًا، يمكن من خلال المحاكاة تصنيف ومعرفة أداء المبنى وتحقيقه لشروط ومواصفات المباني الخضراء ومدى ملائمته وتحقيقه للمعايير المطلوبة. رابعًا، تحليل كفاءة المبنى في تخزين واستهلاك الطاقة، ليتم تطوير الكفاءة ودعمه بالأنظمة، لتحقق المدى المطلوب. هناك تطبيقات عديدة يتطلب تطبيقها وفحصها كل حسب الأهداف والمعايير المطلوبة.
هناك العديد من البرامج الحاسوبية التي يمكن من خلالها دراسة ومحاكاة أداء المباني والأنظمة الداخلية فيها. التي تختلف اختلافًا متفاوتًا حسب كفاءة ومعايير كل منها لإعطاء نتائج وتحليل دقيق لأداء المباني. وتختلف أيضًا حسب تخصص كل منها، فمنها ما هو متخصص بنظم تشغيلية معينة كأنظمة التكيف والتبريد وغيرها من الأنظمة.
بشكل عام يمكن تصنيف برامج المحاكاة، برامج محاكاة متكاملة مثل: انيرجي بلس، أي أس بي ار (بالإنجليزية: EnergyPlus, ESP-r) وغيرها. برامج محاكاة متخصصة بنظم معينة مثل: ريوسكا وسيفايرا (بالإنجليزية: RIUSKA, Sefaira) وغيرها. برامج تدعم برامج أخرى لتحليل ومحاكاة نظم معينة مثل: اوتوديسك جرين بيلدينج (بالإنجليزية: Autodesk Green Building Studio) وغيره. ومن جهة أخرى هناك برامج لا تندرج تحت هذا التصنيف فقط، مثل أي اس بي ار (بالإنجليزية: ESP-r) والذي يمكن استخدامه أيضًا كتطبيق تصميمي لبرنامج انيرجي بلس (بالإنجليزية: Energy Plus). حيث أن المصمم يدرك أي من هذه البرامج يوفي الشروط ويحقق الأهداف المطلوبة لتحليل.
حيث ان هذه البرامج محكومة بمعايير الطاقة والبناء العالمية التي تحقق المعايير المطلوبة هندسيًا وصحيًا وغيرها. ومن المعايير التي تعتمد في تصميم هذه البرامج والمعتمدة في الولايات المتحدة الأمريكية، آشر (بالإنجليزية: ASHRAE 90.1)، قانون حفظ الطاقة الدولي آي أي سي سي (بالإنجليزية: International Energy Conservation code(IECC))، ومعيار المحافظة على البيئة جرين جلوبز (بالإنجليزية: Green Globes) وغيرها.
ومن الجدير بالذكر، من تسعينات القرن الماضي شهدت برامج المحاكاة تطور هائل، حيث أنها صممت لتكون أحد أدوات البحث والدراسة وتحولت إلى أداة أساسية في تصميم المباني لجعلها أكثر كفاءة وذات جودة عالية، ولكن يختلف استخدامها واعتمادها في مختلف البلدان. حيث أن المعايير والشهادات العالمية في عالم البناء والتشييد مثل ليد أو (بالإنجليزية: LEED)، بريام (بالإنجليزية: BREEAM) وغيرها، تعد أهم الداعمين للأبحاث وعمليات التطوير على مثل هذه البرامج ولدعم تطبيقها بشكل أوسع واعتمادها في بلدان عديدة كأداة أساسية في التصميم الهندسي.
أما في أيامنا هذه فإن برامج المحاكاة أداة مهمة وأساسية في أي من الأعمال الهندسية، فيتم تعلمها في الجامعات من خلال البرامج الهندسية ذات العلاقة بالإضافة إلى أن هناك العديد من المؤسسات والشركات ذات العلاقة أيضًا تدعم فكرة تعلمها وتنتج برامج تعليمية وورش عمل مدفوعة وغير مدفوعة لذلك. فتعد ورقة رابحة في عالم الهندسة والتعليم في مختلف الجوانب. إلا أن الوعي بها ولأهميتها ما زال بحاجة إلى الكثير من العمل لدعمها والتعريف بها في بعض البلدان.